# Fūma Kotarō
Fūma Kotarō (風魔 小太郎, mort en 1603) est l'un des chefs du clan de ninja Fūma (風魔 一党, Fūma-ittō) à l'Époque Sengoku.

## Fūma Kotarō et le clan Fūma (Fūma ryu)
L'utilisation de ce nom a commencé avec le premier chef du clan. Initialement surnommé "風間" (Fūma), avec un autre Kanji, il a plus tard été changé pour l'homophone 風魔. Chaque chef ultérieur de l'école a adopté le même nom que son fondateur, Fūma Kotarō, il est difficile de les identifier individuellement. Le plus connu d'entre eux est le cinquième. Il a servi sous Hōjō Ujimasa et Hōjō Ujinao.
Cette école a été au service du clan Go-Hōjō d'Odawara. Ils étaient connus pour leur stratégie de cavalerie, ce qui a conduit à des spéculations qu'ils étaient les descendants de tribus nomades. Une de ses plus célèbres batailles s'est déroulée en 1581 lorsque le clan Takeda avait placé son camp sur la rive le fleuve Osegawa du Hōjō dans Ukishimagahara. Les ninja Fūma avaient traversé la rivière et attaqué le camp de Takeda à plusieurs reprises et avaient réussi à semer le chaos de masse dans le camp.
Le clan Fūma est le premier clan shinobi "忍" du Japon. Le plus ancien, le plus efficace, le plus dangereux.
Le nom Fūma signifie d'ailleurs "vent démon".
Son efficacité s'est très vite confrontée aux rivalités des autres clans shinobi Iga et Kōga s'alliant contre lui, comme plus tard le clan Hattori.
Hormis certaines défaites il vainquit et repoussa toujours ses assaillants, amenant la vengeance jusque dans les foyers de ses agresseurs.
En 1590, malgré le seppuku massif du clan Hōjō lors du siège d'Odawara, le clan Hōjō subsista par le sacrifice du clan Fūma qui détourna l'attention sur lui, avec différentes attaques furtives, pour sauver et protéger la descendance Hōjō.
En 1596, Kotarō fut traqué par le célèbre ninja Hattori Hanzō au service de Tokugawa Ieyasu. Il fut le responsable de la mort de Hanzō en piégeant ses navires avec la marée. Ses troupes mirent ensuite le feu au canal achevant ainsi son «rival» guerrier.
Cependant, en 1603, les jours de Kotarō, composés de pillages et de vols, prirent fin. Il fut capturé par un vieux rival, Kosaka Jinnai, un shinobi au service du clan Takeda, et décapité par le shogunat.
Quand le Shogunat Tokugawa arriva au pouvoir, dans sa politique d'extermination des clans shinobi, le Fūma-ryū fut déclaré pirate, seul moyen pour Tokugawa d'enfin se débarrasser de ce clan insaisissable évitant les pièges d'affrontements directs comme le firent d'autres clans. Nombre de ses combattants ont attaqué pour l'Honneur une série d'installations Tokugawa. Ils ont finalement été capturés et exécutés.
Le Fūma-ryū alors officiellement détruit se perpétra au sein du clan shinobi Izu, issu lui-même de Fūma.
Izu-ryū agissant sur les berges de Kanagawa et contrôlant les îles du même nom Izu au large d'Odawara, toujours fidèle au clan Hōjō officiellement tombé.
Lors de l'ère Tokugawa, Hōjō reprit sa place dans l'ombre, de dirigeants en dirigeants, et contrôle aujourd'hui différentes compagnies commerciales et financières japonaises, le combat n'étant plus de nos jours sur le champ de bataille mais dans les chiffres et la négociation.

## Après guerre
Lors de la reddition prévue de l'Empire, des membres du clan Fūma tentèrent l'élimination de Mamoru Shigemitsu chargé par l'Empereur Shōwa dit Hirohito de signer l'acte de capitulation, cette signature devant faire perdre la face à l'Empereur et au Japon. Ces shinobi furent stoppés à l'instant du départ de Mamoru Shigemitsu par d'autres Fūma car la volonté de l'Empereur devait être accomplie. Les commanditaires de cette mission voulant maintenir sur le sol Japonais le combat contre les américains sont invités à s'exiler.

## À ce jour
Alors que certains clans comme Kōga et Iga s'affichent au grand jour par une certaine médiatisation, voir le dōjō nin-jutsu "Bujinkan", Fūma est plus discret avec ses dōjō. Son enseignement au Japon reste encore exclusif à des personnes choisies, toutefois des dōjō sont accessibles dans certains pays comme en Allemagne (Bentien Michael Sensei), en Angleterre (Adams Paul Sensei), aux États-Unis (Soke Hoshino Harunaka Sensei), en Éthiopie (nom inconnu), en Polynésie française (刃留陰 Halluin Jean-Réole Sensei) et en Uruguay (Kioshi Fava Federico Sensei).

## Exilés du clan Fūma
Il est à noter que la quasi-totalité des dōjō Fūma hors-Japon sont la marque des exilés, toujours fidèles à leur idéologie, voire à un certain extrémisme pro-Japonais (respect du Tōkyō Shōkonsha (Yasukuni-jinja), soutien indéfectible à des causes nationales comme concernant les Îles Senkaku,..).
La volonté serait pour chaque exilé de faire s'installer au Japon un gaijin sensei (maître étranger) éduqué dans ces préceptes pro-Japonais voire pro-Impériaux, pour retrouver la face et être comme une revanche sur la seconde moitié de l'Ère Shōwa (昭和). Ce retour serait avec le soutien de l'organisation Tatenokai, protégeant les valeurs traditionnelles du Yamato, devenue Issuikai depuis 1972, qui motiverait cette initiative en considérant ces maîtres shinobi étrangers comme des héros du Japon non-Japonais au même titre que le français Jules Brunet le fut.
À ce jour aucun des Fūma no gaijin sensei connu ne s'est expatrié au Japon.

## Culture populaire
Dans les œuvres de fiction, Fūma Kotarō est souvent représenté comme le rival de Hanzō Hattori (lui-même souvent représenté comme un ninja). Le nom Fūma signifie littéralement «vent démon», la représentation de Fūma Kotarō est souvent plus flamboyante, fantastique, et parfois même démoniaque, à la différence de Hanzō qui est habituellement rendu avec une apparence relativement modeste.
Fuma Kotaro apparait sous les traits d'une femme dans le manga Tenkaichi nihon saikyou mononofu ketteisen de Nakamaru Yosuke et Azuma kyoutarou sortie en 2021 .
Konami créé un jeu sur Famicom nommé Getsufuma Den, d'où le personnage principal, Getsu Fuma, est inspiré de ce clan de ninja.
Kotarō est le personnage principal du jeu vidéo World Heroes, son principal rival est Hanzō, ces deux personnages se retrouveront dans un autre un jeu de combat en 2D, NeoGeo Battle Coliseum sorti en 2005 sur PlayStation 2 au Japon. On peut également retrouver Kotaro Fuma dans le jeu vidéo Onimusha 2: Samurai's Destiny (ninja du clan Fūma au service du clan Hojo).
Dans la série télévisée The Samurai, Kotaro est caractérisé comme le méchant principal, tandis que dans le manga Nabari no Ō, il apparaît comme le chef du village ninja Fūma et allié du personnage principal.
Fūma Kotarō apparaît aussi en tant que personnage secondaire ou mineur, comme dans les jeux vidéo Nobunaga's Ambition et Taikō Risshiden. Personnage jouable dans Kessen III, jeu basé sur la vie de Nobunaga Oda ou dans le jeu Sengoku Basara : Samourai Heroes en tant que perso jouable .
Les descendants actuels du clan Kotarō sont les personnages principaux du manga de Masami Kurumada Fūma no Kojirō, le Clan Fûma est aussi représenté dans le manga Naruto.
Fūma Kotarō ainsi que le reste du clan Fūma apparaissent dans le manga et anime Donten ni Warau (Laughing Under the Cloud) en tant qu'antagonistes.
Dans le jeu vidéo  Pokémon Conquest Kotarō est le chef de guerre du Royaume Yaksha. Le joueur l'affronte durant son aventure.